# Ткаченко Анатолій Олександрович
Анатолій Олександрович Ткаченко (нар. 1 лютого 1948, с. Лук'янівка Таращанський район Київська область) — український науковець, доктор філологічних наук, професор, літературознавець, письменник. 

## Біографія
Народився 1 лютого 1948 року у селі Лук’янівка Таращанського району, (нині Білоцерківського району) Київської області. Закінчив Чернівецький державний університет у 1971 році. Учителював, працював журналістом, у 1980—1992 роках — заступник головного редактора журналу «Радянське літературознавство»; у 1992—1993 роках — науковий співробітник Інституту літератури імені Тараса Шевченка НАН України. Захистив кандидатську дисертацію у 1987 році, докторську — у 1999 році. Батько Тараса Ткаченка.

## Педагогічна діяльність
З 1989 року викладає в Київському державному університеті нормативні курси «Вступ до літературознавства» і «Теорія літератури» спецкурси «Поетична стилістика і фоніка», «Інтерпретація художнього тексту», «Мовно-літературна майстерність», «Кінодраматургія», «Теорія і практика редагування», «Теорія і практика перекладу» та ін. Старший викладач, потім — доцент, професор кафедри теорії літератури та компаративістики (вчене звання професора присвоєно 2001 р.).

## Наукова діяльність
Основне коло наукових зацікавлень – питання теорії літератури, зокрема поетики і стилістики, творчість шістдесятників, їх попередників і наступників, віршознавство.
Опублікував близько двохсот теоретично-літературних, літературно-критичних праць, головні з яких – літературні портрети «Іван Драч: Нарис творчості» (1988), «Василь Симоненко: Нарис життя і творчості» (1990), «Мистецтво слова: Вступ до літературознавства» (1998), «Етапи мистецького руху», «Іван Драч: Поет, кінодраматург, політик» (2000), «Художній переклад у полілозі культур» (2007).
Член редколегій багатьох наукових літературознавчих видань, зокрема журналу «Слово і час», редактор-упорядник студентського літературного альманаху «Сві-й-танок».

## Наукові праці
- Іван Драч: Нарис творчості (К., 1988. — 272 с.)
- Василь Симоненко: Нарис життя і творчості (К., 1990. — 312 с.)
- Мистецтво слова: Вступ до літературознавства (К., 1997. — 448 с.; 2-е, доопрацьоване вид. — 2002)
- Етапи мистецького руху // Ткаченко А.
- Іван Драч: Поет, кінодраматург, політик. — К., 2000. — 198 с.
- Художній переклад у полілозі культур // Die Ukraine zwischen Ost und West. — Ernst-Moritz-Arndt-Univerzität Greifswald. — Aachen: Shaker Verlag, 2007. — S. 165—174.